# Казимир Зиков
Казимир Зиков (рус. Казимир Зыков) фиктивни је лик из видео игре Call of Duty: Black Ops Cold War.

## Биографија
Казимир Зиков послат је у бункер по наређењу пуковника Павела Лазарева. Поента и сврха саме мисије је била онеспособљивање машине тј. портала који је стварао зомбије створеног од стране Нацистичке немачке. Иако су сам пуковник и војници знали да одатле неће изаћи жив. Надали су се да ће барем портал бити заустављен. Поред саме мисије, учествовао је и у другом светском рату.
Казимир Зиков живео је на селу са својом породицом коју су чинили његова жена Рајса и ћерка Ања. Он је дао живот у бункеру како он каже због Ање, јер је веровао да ће тако да јој пружи бољу будућност.